# Paolo Barilla
Paolo Barilla, född 20 april 1961 i Milano, är en italiensk racerförare.

## Racingkarriär

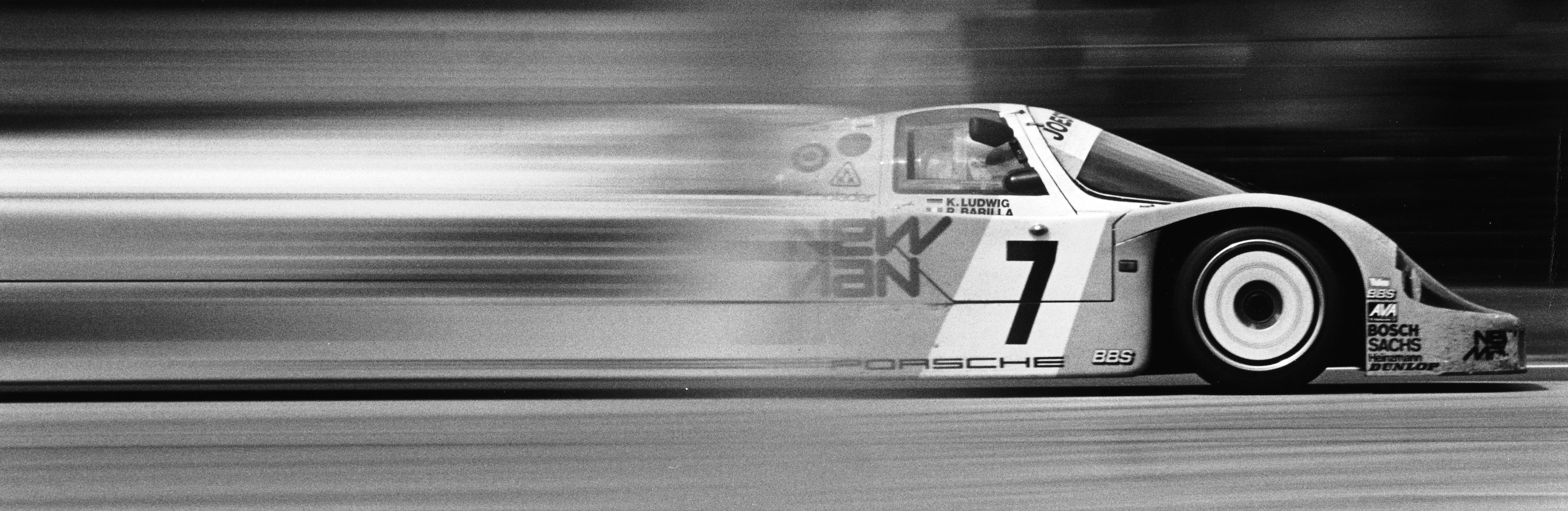
Paolo Barilla, Klaus Ludwig och Louis Krages vann Le Mans 24-timmars 1985 tillsammans.

Barilla vann Le Mans 24-timmars i en Joest-Porsche 956C med Klaus Ludwig och Louis Krages 1985. Han debuterade i Formel 1 för Minardi fyra år senare, då han ersatte stallets försteförare Pierluigi Martini i Japan 1989. Själv blev han andreförare i Minardi säsongen 1990. Några poäng blev det inte och med svårigheter att kvala in ersattes han av Gianni Morbidelli när två lopp återstod.

## F1-karriär
| Säsong | Stall/Tillverkare | Poäng | Placering |
| ------ | ----------------- | ----- | --------- |
| 1989   | Minardi-Ford      | 0     | –         |
| 1990   | Minardi-Ford      | 0     | –         |